# Neo-feudalism
Neo-feudalismul sau noul feudalism se referă la teoria cu privire la renașterea modernă a politicilor legate de guvernare, economie și viață publică, asemănătoare cu cele prezente în multe societăți feudale, cum ar fi inegalitatea în drepturi sau în protecția juridică între oamenii de rând și nobilime.
Noul feudalism se poate concentra asupra aspectelor economice. În societatea actuală, unele dintre problemele asociate cu ideea de neo-feudalism sunt stratificarea claselor sociale⁠(d), globalizarea, migrația în masă/migrația ilegală, politica ușilor deschise, corporațiile multinaționale, și „neo-corporatismul.”

## Utilizare și etimologie
Acest termen a apărut ca o critică a partidelor politice de extremă stângă, un exemplu timpuriu fiind eseul lui Galbraith, intitulat Neo-Feudalism, publicat în anul 1961. Termenul încă se mai utilizează în acest scop, în secolul al XXI-lea, de către unele partide politice de extremă dreaptă, după cum sugerează următoarea remarcă a lui Lowell Ponte:
„Chiar dacă ulterior avea să devină un cetățean american naturalizat, Soros rămâne, în special din perspectivă socială, un european și un adept al neo-feudalismului paternalist, denumit în mod eufemistic „socialism democratic” sau „social-democrație.”—Lowell Ponte
În anul 1992, Immanuel Wallerstein și-a exprimat opinia cu privire la dezvoltarea lumii pe plan mondial, neo-feudalismul fiind una dintre direcțiile posibile de dezvoltare, alături de apariția unor regiuni autarhice cu ierarhie locală și a unor produse de înaltă tehnologie disponibile doar pentru elite.

## Guvernare privatizată
Conform lui Les Johnston, abordarea teoretică a lui Clifford Shearing privind conceptul de neo-feudalism a avut o mare influență. Shearing „utilizează acest termen într-un sens restrâns pentru a atrage atenția asupra apariției unor proprietăți private în masă care sunt „îngrădite” în diverse moduri."
Conform lui Bruce Baker, noul feudalism presupune o ordine definită prin interese comerciale și admninistrată în zone extinse, susținând că acest lucru nu descrie în totalitate nivelul de cooperare dintre conducerea statală și cea non-statală. Pentru Randy Lippert și Daniel O'Connor, comparația cu feudalismul este foarte importantă deoarece întreprinderile au puteri asemănătoare cu puterile guvernamentale ale statelor.
Lucrurile care pot duce la neo-feudalism sunt accentuarea diferenței dintre bogați și săraci, precum și neacordarea dreptului de asigurare săracilor și persoanelor marginalizate, după cum susține Marina Caparini, menționând că acest lucru deja s-a întâmplat Africa de Sud. Conform lui Ian Loader, noul feudalism apare datorită comercializării reglementărilor și semnifică sfârșitul conceptului de cetățenie comună. O trăsătură fundamentală a noului feudalism este faptul că viața publică a cetățenilor este reglementată din ce în ce mai mult de societățile comerciale, după cum susține Martha K. Huggins. Nick Hanauer⁠(d), antreprenorul miliardar din Seattle, a declarat faptul că „țara noastră se transformă din ce în ce mai mult într-o societate feudală și din ce în ce mai puțin într-una capitalistă."
John Braithwaite constată faptul că noul feudalism introduce o abordare diferită a regulilor de guvernare, din momentul în care societățile comerciale, în mod special, necesită această nevoie specializată pentru a diminua pierderile.

## În cultura populară
- Acțiunea din seria de romane „Dune", scrisă de Frank Herbert este plasată în viitorul îndepărtat, cu un imperiu galactic de tip neo-feudal, cunoscut ca imperiu după incidentul petrecut cu 10.000 de ani în urmă, Jihadul butlerian, ce interzice utilizarea oricărui tip de tehnologie de tip mașină gânditoare, chiar și formele cele mai simple ale acesteia.[15]